# Dualpronomen
Das Dualpronomen ist eine Subklasse der Pronomina und dient der Kennzeichnung der Zweizahl (des Duals). Dualpronomina stehen als Relikte häufiger in der Ersten Person.

## Beispiele
Litauisch
- aš ‚ich‘ (Singular)

- mudu ‚wir beide‘ (1. Person Dual),
- judu ‚ihr beide‘ (2. Pers.),
- abudu ‚beide‘ (3. Pers.)

- mes ‚wir‘ (Plural)

Nordfriesisch
Die Dualformen sind im Nordfriesischen zwar schon ausgestorben. Jedoch in älterer Literatur kann man diese noch vorfinden. 
- ik ‚ich‘ (Singular)

- wat ‚wir beide‘ (1. Person Dual Nominativ),
- unk ‚uns beiden‘ (1. Person Dual Dativ/Akkusativ),
- jat ‚ihr beide‘ (2. Person Dual Nominativ),
- junk ‚euch beiden‘ (2. Person Dual Dativ/Akkusativ)

- we ‚wir‘ (1. Person Plural Nominativ),
- üs ‚uns‘ (1. Person Plural Dativ/Akkusativ),
- jam  ‚Ihr/Euch‘ (2. Person Plural Nominativ/Dativ/Akkusativ)

Slowenisch
Im Slowenischen entsteht der Dual durch Anhängen von dva (Maskulinum) bzw. dve (Neutrum und Femininum):
- midva, vidva, onadva – Dual maskulin entsteht aus mi, vi - Plural maskulin. Allerdings sagt man onadva obwohl das Maskulinum im Plural oni heißt.
- medve, vedve, onedve / onidve – Dual feminin entsteht aus me, ve, one - Plural feminin. Onidve ist jedoch auch akzeptabel.

Die Slowenen sagen also im Dual gewissermaßen „wirzwei“, „ihrzwei“ und „siezwei“.
Entsprechend ist die 3. Person Dual Neutrum onedve / onidve (gleich wie im Femininum) und Plural ona.
Hocharabisch
Obwohl im Arabischen Pronomen im Singular und Plural zwischen Genera (männlich und weiblich) unterscheiden, gibt es im Dualplural keine Unterschiede:
Singular
أَنْتَ (ʾanta) — "Du (m.)" (2. Person Singular maskulin), 

أَنْتِ (ʾanti) — "Du (f.)" (2. Person Singular feminin), 

هُوَ (huwa) — "er" (3. Person Singular maskulin), 

هِيَ (hiya) — "sie" (3. Person Singular feminin)
Dual
أَنْتُمَا (ʾantumā) — "Ihr" (2. Person Dual), 

هُمَا (humā) — "sie" (3. Person Dual)
Plural
أَنّتُمْ (ʾantum) — "Ihr" (2. Person Plural maskulin), 

أَنْتُنَّ (ʾantunna) — "Ihr" (2. Person Plural feminin), 

هُمْ (hum) — "sie" (3. Person Plural maskulin), 

هُنَّ (hunna) — "sie" (3. Person Plural feminin)
Dualformen in der ersten Person existieren nicht.